# Minnetonka
Minnetonka är en stad i Hennepin County i delstaten Minnesota i USA, belägen 13 kilometer väster om Minneapolis. Folkmängden uppgick till 49 734 invånare vid folkräkningen 2010.
Ordet "Minnetonka" kommer från Dakotaindianerna mni tanka, vilket betyder "stort vatten".
I staden finns företag såsom Cargill och United Health Group.

### Fotnoter
1. ↑  ”2010 Census Redistricting Data (Public Law 94-171) Summary File”. American FactFinder. U.S. Census Bureau, 2010 Census. Arkiverad från originalet den 21 juli 2011. https://web.archive.org/web/20110721034521/http://factfinder2.census.gov/faces/tableservices/jsf/pages/productview.xhtml?pid=DEC_10_PL_GCTPL2.ST13&prodType=table. Läst 23 april 2011.